# Campeonato de División Superior de Fútbol Aficionado 1962
El Campeonato de  Primera Aficionados 1962 fue la décima segunda temporada del certamen de la cuarta categoría del fútbol argentino. Se disputó entre el 28 de abril y el 22 de diciembre de 1962.
Los nuevos participantes fueron Acassuso, descendido de la Segunda División 1961 y Arsenal de Llavallol, que se reafilió a la Asociación del Fútbol Argentino:
El certamen consagró campeón por primera vez a Arsenal de Sarandí, que obtuvo el único ascenso de la temporada.

## Ascensos y descensos
| Pos. | Ascendido de la Tercera División 1961 |
| ---- | ------------------------------------- |
| 1º   | Villa Dálmine                         |

| Pos. | Descendido de la Segunda División 1961 |
| ---- | -------------------------------------- |
| 18º  | Acassuso                               |

| \| Equipo Reafiliado \| \| -------------------- \| \| Arsenal de Llavallol \| |
| Equipo Reafiliado                                                             |
| Arsenal de Llavallol                                                          |

## Formato
Los equipos se dividieron en dos zonas, una de 13 y una de 12 equipos cada una, en las cuales se enfrentaron bajo el sistema de todos contra todos a 2 ruedas. Los tres equipos mejor ubicados de cada zona clasificaron a un hexagonal final.
En el hexagonal se enfrentaron bajo el sistema de todos contra todos a una sola rueda. El equipo con mayor puntaje se consagró campeón y obtuvo el ascenso.
No hubo otros ascensos ni desafiliaciones.

## Equipos participantes
| Equipo                   | Ciudad          | Estadio              |
| ------------------------ | --------------- | -------------------- |
| 9 de Julio               | Merlo           | No posee             |
| Acassuso                 | San Isidro      | No posee             |
| Arsenal (L)              | Llavallol       | Arsenal de Llavallol |
| Arsenal (S)              | Sarandí         | Ateneo Sarandí       |
| Central Argentino        | San Martín      | Central Argentino    |
| Centro Español           | Villa Sarmiento | Güemes y Rivadavia   |
| Comunicaciones           | Buenos Aires    | Comunicaciones       |
| Defensores de Almagro    | Buenos Aires    | No posee             |
| Defensores de Corrientes | Buenos Aires    | No posee             |
| Estudiantes (BA)         | Caseros         | No posee             |
| Fénix                    | Buenos Aires    | Concepción Arenal    |
| Ferrocarril Midland      | Libertad        | Ciudad de Libertad   |
| General Lamadrid         | Buenos Aires    | General Lamadrid     |
| Ituzaingó                | Ituzaingo       | Pacheco y Acosta     |
| J.J. Urquiza             | Caseros         | Kelsey y Bonifacini  |
| Juventud de Bernal       | Bernal          | Caseros y Almafuerte |
| Juventud Unida           | San Miguel      | No posee             |
| La Paternal              | Buenos Aires    | No posee             |
| Luján                    | Luján           | Municipal de Luján   |
| Macabi                   | Buenos Aires    | No posee             |
| Muñiz                    | Muñiz           | No posee             |
| Pilar                    | Pilar           | San Juan y Córdoba   |
| Piraña                   | Buenos Aires    | No posee             |
| Porteño AC               | Gral. Rodríguez | Porteño AC           |
| Sportivo Palermo         | Buenos Aires    | No posee             |

### Distribución geográfica de los equipos
| Región                                   | Cant. | Equipos |
| ---------------------------------------- | ----- | --- |
| Conurbano bonaerense                     | 14    | 9 de Julio, Acassuso, Arsenal de Llavallol, Arsenal de Sarandí, Central Argentino, Centro Español, Estudiantes (BA), Ferrocarril Midland, Ituzaingó, J.J. Urquiza, Juventud de Bernal, Juventud Unida, Muñiz y Pilar |
| Ciudad de Buenos Aires                   | 9     | Comunicaciones, Defensores de Almagro, Defensores de Corrientes, Fénix, General Lamadrid, La Paternal, Macabi, Piraña y Sportivo Palermo                                                                             |
| Interior de la provincia de Buenos Aires | 2     | Luján y Porteño AC |

## Tablas de posiciones

### Zona A
| Pos. | Equipo                   | Pts. | PJ | PG | PE | PP | GF | GC  | Dif. |
| ---- | ------------------------ | ---- | -- | -- | -- | -- | -- | --- | ---- |
| 1.º  | Arsenal de Sarandí       | 42   | 24 | 18 | 6  | 0  | 83 | 23  | 60   |
| 2.º  | Estudiantes (BA)         | 40   | 24 | 17 | 6  | 1  | 79 | 28  | 51   |
| 3.º  | Ferrocarril Midland      | 37   | 24 | 16 | 5  | 3  | 68 | 26  | 42   |
| 4.º  | Fénix                    | 32   | 24 | 15 | 2  | 7  | 84 | 45  | 39   |
| 5.º  | Arsenal de Llavallol     | 31   | 24 | 14 | 3  | 7  | 82 | 41  | 41   |
| 6.º  | Piraña                   | 25   | 24 | 11 | 3  | 10 | 52 | 55  | −3   |
| 7.º  | Comunicaciones           | 20   | 24 | 9  | 2  | 13 | 46 | 58  | −12  |
| 8.º  | Defensores de Almagro    | 19   | 24 | 9  | 1  | 14 | 53 | 66  | −13  |
| 9.º  | General Lamadrid         | 18   | 24 | 7  | 4  | 13 | 50 | 65  | −15  |
| 10.º | Sportivo Palermo         | 15   | 24 | 5  | 5  | 14 | 39 | 72  | −33  |
| 11.º | Juventud de Bernal       | 15   | 24 | 7  | 1  | 16 | 36 | 73  | −37  |
| 12.º | Macabi                   | 14   | 24 | 5  | 4  | 15 | 25 | 68  | −43  |
| 13.º | Defensores de Corrientes | 4    | 24 | 1  | 2  | 21 | 25 | 102 | −77  |

|  | Clasificó al Hexagonal Final por el campeonato |

### Zona B
| Pos. | Equipo            | Pts. | PJ | PG | PE | PP | GF | GC | Dif. |
| ---- | ----------------- | ---- | -- | -- | -- | -- | -- | -- | ---- |
| 1.º  | Ituzaingó         | 35   | 22 | 16 | 3  | 3  | 75 | 29 | 46   |
| 2.º  | Luján             | 34   | 22 | 16 | 2  | 4  | 74 | 31 | 43   |
| 3.º  | J.J. Urquiza      | 34   | 22 | 16 | 2  | 4  | 67 | 29 | 38   |
| 4.º  | Juventud Unida    | 31   | 22 | 13 | 5  | 4  | 63 | 48 | 15   |
| 5.º  | Muñiz             | 30   | 22 | 13 | 4  | 5  | 71 | 42 | 29   |
| 6.º  | Porteño AC        | 21   | 22 | 9  | 3  | 10 | 42 | 51 | −9   |
| 7.º  | Central Argentino | 20   | 22 | 8  | 4  | 10 | 41 | 51 | −10  |
| 8.º  | Acassuso          | 18   | 22 | 7  | 4  | 11 | 46 | 40 | 6    |
| 9.º  | Centro Español    | 13   | 22 | 5  | 3  | 14 | 32 | 53 | −21  |
| 10.º | La Paternal       | 12   | 22 | 4  | 4  | 14 | 36 | 72 | −36  |
| 11.º | 9 de Julio        | 11   | 22 | 4  | 3  | 15 | 41 | 75 | −34  |
| 12.º | Pilar             | 5    | 22 | 2  | 1  | 19 | 26 | 93 | −67  |

|  | Clasificó al Hexagonal Final por el campeonato |

## Resultados

### Zona A
| Ferrocarril Midland   | 0 - 0 | Arsenal de Sarandí       | Ciudad de Libertad   | 28 de abril |
| Defensores de Almagro | 3 - 7 | Estudiantes (BA)         | Concepción Arenal    | 28 de abril |
| Macabi                | 1 - 5 | Fénix                    | General Lamadrid     | 28 de abril |
| Sportivo Palermo      | 0 - 0 | General Lamadrid         | Central Argentino    | 28 de abril |
| Arsenal de Llavallol  | 7 - 0 | Defensores de Corrientes | Arsenal de Llavallol | 28 de abril |
| Piraña                | 4 - 0 | Comunicaciones           | Riestra y Lacarra    | 28 de abril |

| Comunicaciones           | 3 - 1 | Arsenal de Llavallol  | Pacheco y Mariano Acosta | 5 de mayo |
| Defensores de Corrientes | 0 - 3 | Sportivo Palermo      | Malaver y Posadas        | 5 de mayo |
| General Lamadrid         | 7 - 1 | Macabi                | General Lamadrid         | 5 de mayo |
| Fénix                    | 3 - 1 | Defensores de Almagro | Concepción Arenal        | 5 de mayo |
| Estudiantes (BA)         | 1 - 2 | Ferrocarril Midland   | Tres de Febrero          | 5 de mayo |
| Arsenal de Sarandí       | 3 - 0 | Juventud de Bernal    | Ateneo Sarandí           | 5 de mayo |

| Juventud de Bernal    | 0 - 3 | Estudiantes (BA)         | Caseros y Almafuerte | 12 de mayo |
| Ferrocarril Midland   | 3 - 2 | Fénix                    | Ciudad de Libertad   | 12 de mayo |
| Defensores de Almagro | 4 - 3 | General Lamadrid         | Concepción Arenal    | 12 de mayo |
| Macabi                | 2 - 1 | Defensores de Corrientes | General Lamadrid     | 12 de mayo |
| Sportivo Palermo      | 2 - 4 | Comunicaciones           | Central Argentino    | 12 de mayo |
| Arsenal de Llavallol  | 4 - 1 | Piraña                   | Arsenal de Llavallol | 12 de mayo |

| Piraña                   | 2 - 2 | Sportivo Palermo      | Riestra y Lacarra        | 19 de mayo |
| Comunicaciones           | 0 - 1 | Macabi                | Pacheco y Mariano Acosta | 19 de mayo |
| Defensores de Corrientes | 1 - 3 | Defensores de Almagro | Malaver y Posadas        | 19 de mayo |
| General Lamadrid         | 2 - 2 | Ferrocarril Midland   | General Lamadrid         | 19 de mayo |
| Fénix                    | 2 - 1 | Juventud de Bernal    | Concepción Arenal        | 19 de mayo |
| Estudiantes (BA)         | 0 - 0 | Arsenal de Sarandí    | Pampa y Miñones          | 19 de mayo |

| Arsenal de Sarandí    | 3 - 1 | Fénix                    | Ateneo Sarandí       | 26 de mayo |
| Juventud de Bernal    | 2 - 3 | General Lamadrid         | Caseros y Almafuerte | 26 de mayo |
| Ferrocarril Midland   | 5 - 0 | Defensores de Corrientes | Ciudad de Libertad   | 26 de mayo |
| Defensores de Almagro | 2 - 0 | Comunicaciones           | General Lamadrid     | 26 de mayo |
| Macabi                | 1 - 1 | Piraña                   | Concepción Arenal    | 26 de mayo |
| Sportivo Palermo      | 0 - 3 | Arsenal de Llavallol     | Central Argentino    | 26 de mayo |

| Arsenal de Llavallol     | 1 - 1 | Macabi                | Arsenal de Llavallol | 2 de junio |
| Piraña                   | 3 - 1 | Defensores de Almagro | Riestra y Lacarra    | 2 de junio |
| Comunicaciones           | 0 - 3 | Ferrocarril Midland   | Villa Sahores        | 2 de junio |
| Defensores de Corrientes | 5 - 2 | Juventud de Bernal    | Malaver y Posadas    | 2 de junio |
| General Lamadrid         | 0 - 1 | Arsenal de Sarandí    | General Lamadrid     | 2 de junio |
| Fénix                    | 1 - 4 | Estudiantes (BA)      | Concepción Arenal    | 2 de junio |

| Estudiantes (BA)      | 6 - 0 | General Lamadrid         | Tres de Febrero      | 9 de junio |
| Arsenal de Sarandí    | 5 - 0 | Defensores de Corrientes | Ateneo Sarandí       | 9 de junio |
| Juventud de Bernal    | 2 - 1 | Comunicaciones           | Caseros y Almafuerte | 9 de junio |
| Ferrocarril Midland   | 5 - 1 | Piraña                   | Ciudad de Libertad   | 9 de junio |
| Defensores de Almagro | 1 - 3 | Arsenal de Llavallol     | General Lamadrid     | 9 de junio |
| Macabi                | 0 - 4 | Sportivo Palermo         | Concepción Arenal    | 9 de junio |

| Sportivo Palermo         | 1 - 5 | Defensores de Almagro | Central Argentino    | 16 de junio |
| Arsenal de Llavallol     | 1 - 1 | Ferrocarril Midland   | Arsenal de Llavallol | 16 de junio |
| Piraña                   | 4 - 2 | Juventud de Bernal    | Riestra y Lacarra    | 16 de junio |
| Comunicaciones           | 1 - 5 | Arsenal de Sarandí    | Concepción Arenal    | 16 de junio |
| Defensores de Corrientes | 1 - 3 | Estudiantes (BA)      | Malaver y Posadas    | 16 de junio |
| General Lamadrid         | 2 - 3 | Fénix                 | General Lamadrid     | 16 de junio |

| Fénix                 | 4 - 0 | Defensores de Corrientes | Concepción Arenal    | 23 de junio |
| Estudiantes (BA)      | 3 - 0 | Comunicaciones           | Tres de Febrero      | 23 de junio |
| Arsenal de Sarandí    | 3 - 2 | Piraña                   | Ateneo Sarandí       | 23 de junio |
| Juventud de Bernal    | 5 - 3 | Arsenal de Llavallol     | Caseros y Almafuerte | 23 de junio |
| Ferrocarril Midland   | 2 - 0 | Sportivo Palermo         | Ciudad de Libertad   | 23 de junio |
| Defensores de Almagro | 3 - 1 | Macabi                   | General Lamadrid     | 23 de junio |

| Macabi                   | 2 - 3 | Ferrocarril Midland | Concepción Arenal    | 30 de junio |
| Sportivo Palermo         | 1 - 1 | Juventud de Bernal  | Central Argentino    | 30 de junio |
| Arsenal de Llavallol     | 3 - 3 | Arsenal de Sarandí  | Arsenal de Llavallol | 30 de junio |
| Piraña                   | 2 - 2 | Estudiantes (BA)    | Riestra y Lacarra    | 30 de junio |
| Comunicaciones           | 0 - 1 | Fénix               | Kelsey y Bonifacini  | 30 de junio |
| Defensores de Corrientes | 2 - 2 | General Lamadrid    | Malaver y Posadas    | 30 de junio |

| General Lamadrid    | 1 - 4 | Comunicaciones        | General Lamadrid     | 7 de julio |
| Fénix               | 5 - 1 | Piraña                | Concepción Arenal    | 7 de julio |
| Estudiantes (BA)    | 4 - 3 | Arsenal de Llavallol  | Francisco Urbano     | 7 de julio |
| Arsenal de Sarandí  | 5 - 2 | Sportivo Palermo      | Ateneo Sarandí       | 7 de julio |
| Juventud de Bernal  | 2 - 0 | Macabi                | Caseros y Almafuerte | 7 de julio |
| Ferrocarril Midland | 5 - 2 | Defensores de Almagro | Ciudad de Libertad   | 7 de julio |

| Defensores de Almagro | 6 - 0 | Juventud de Bernal       | General Lamadrid     | 14 de julio |
| Macabi                | 1 - 5 | Arsenal de Sarandí       | Concepción Arenal    | 14 de julio |
| Sportivo Palermo      | 2 - 5 | Estudiantes (BA)         | Gaona y General Paz  | 14 de julio |
| Arsenal de Llavallol  | 2 - 1 | Fénix                    | Arsenal de Llavallol | 14 de julio |
| Piraña                | 4 - 3 | General Lamadrid         | Riestra y Lacarra    | 14 de julio |
| Comunicaciones        | 4 - 1 | Defensores de Corrientes | Kelsey y Bonifacini  | 14 de julio |

| Defensores de Corrientes | 1 - 3 | Piraña                | Pacheco y Mariano Acosta | 21 de julio |
| General Lamadrid         | 3 - 1 | Arsenal de Llavallol  | General Lamadrid         | 21 de julio |
| Fénix                    | 8 - 0 | Sportivo Palermo      | Concepción Arenal        | 21 de julio |
| Estudiantes (BA)         | 3 - 2 | Macabi                | Kelsey y Bonifacini      | 21 de julio |
| Arsenal de Sarandí       | 2 - 1 | Defensores de Almagro | Ateneo Sarandí           | 21 de julio |
| Juventud de Bernal       | 3 - 0 | Ferrocarril Midland   | Caseros y Almafuerte     | 21 de julio |

| Arsenal de Sarandí       | 1 - 1 | Ferrocarril Midland   | Ateneo Sarandí      | 28 de julio |
| Estudiantes (BA)         | 4 - 1 | Defensores de Almagro | Gaona y General Paz | 28 de julio |
| Fénix                    | 3 - 0 | Macabi                | Concepción Arenal   | 28 de julio |
| General Lamadrid         | 4 - 0 | Sportivo Palermo      | General Lamadrid    | 28 de julio |
| Defensores de Corrientes | 1 - 6 | Arsenal de Llavallol  | Malaver y Posadas   | 28 de julio |
| Comunicaciones           | 1 - 0 | Piraña                | Güemes y Rivadavia  | 28 de julio |

| Arsenal de Llavallol  | 3 - 1 | Comunicaciones           | Arsenal de Llavallol | 4 de agosto |
| Sportivo Palermo      | 5 - 0 | Defensores de Corrientes | Central Argentino    | 4 de agosto |
| Macabi                | 2 - 0 | General Lamadrid         | Concepción Arenal    | 4 de agosto |
| Defensores de Almagro | 1 - 6 | Fénix                    | General Lamadrid     | 4 de agosto |
| Ferrocarril Midland   | 0 - 1 | Estudiantes (BA)         | Ciudad de Libertad   | 4 de agosto |
| Juventud de Bernal    | 0 - 2 | Arsenal de Sarandí       | Caseros y Almafuerte | 4 de agosto |

| Estudiantes (BA)         | 2 - 1 | Juventud de Bernal    | Tres de Febrero      | 18 de agosto |
| Fénix                    | 1 - 2 | Ferrocarril Midland   | Concepción Arenal    | 18 de agosto |
| General Lamadrid         | 0 - 2 | Defensores de Almagro | General Lamadrid     | 18 de agosto |
| Defensores de Corrientes | 0 - 1 | Macabi                | Malaver y Posadas    | 18 de agosto |
| Comunicaciones           | 3 - 4 | Sportivo Palermo      | Villa Sahores        | 18 de agosto |
| Piraña                   | 1 - 0 | Arsenal de Llavallol  | Caseros y Almafuerte | 18 de agosto |

| Sportivo Palermo      | 0 - 4 | Piraña                   | Central Argentino    | 25 de agosto |
| Macabi                | 1 - 3 | Comunicaciones           | Concepción Arenal    | 25 de agosto |
| Defensores de Almagro | 4 - 0 | Defensores de Corrientes | General Lamadrid     | 25 de agosto |
| Ferrocarril Midland   | 4 - 1 | General Lamadrid         | Ciudad de Libertad   | 25 de agosto |
| Juventud de Bernal    | 0 - 2 | Fénix                    | Caseros y Almafuerte | 25 de agosto |
| Arsenal de Sarandí    | 0 - 0 | Estudiantes (BA)         | Ateneo Sarandí       | 25 de agosto |

| Fénix                    | 1 - 3 | Arsenal de Sarandí    | Concepción Arenal    | 1 de septiembre |
| General Lamadrid         | 3 - 2 | Juventud de Bernal    | General Lamadrid     | 1 de septiembre |
| Defensores de Corrientes | 3 - 6 | Ferrocarril Midland   | Malaver y Posadas    | 1 de septiembre |
| Comunicaciones           | 3 - 0 | Defensores de Almagro | Villa Sahores        | 1 de septiembre |
| Piraña                   | 3 - 0 | Macabi                | La Estancia          | 1 de septiembre |
| Arsenal de Llavallol     | 2 - 0 | Sportivo Palermo      | Arsenal de Llavallol | 1 de septiembre |

| Macabi                | 2 - 10 | Arsenal de Llavallol     | Concepción Arenal    | 8 de septiembre |
| Defensores de Almagro | 2 - 3  | Piraña                   | General Lamadrid     | 8 de septiembre |
| Ferrocarril Midland   | 3 - 1  | Comunicaciones           | Ciudad de Libertad   | 8 de septiembre |
| Juventud de Bernal    | 5 - 3  | Defensores de Corrientes | Argentino de Quilmes | 8 de septiembre |
| Arsenal de Sarandí    | 2 - 1  | General Lamadrid         | Ateneo Sarandí       | 8 de septiembre |
| Estudiantes (BA)      | 3 - 3  | Fénix                    | Gaona y General Paz  | 8 de septiembre |

| General Lamadrid         | 1 - 4 | Estudiantes (BA)      | General Lamadrid         | 29 de septiembre |
| Defensores de Corrientes | 0 - 9 | Arsenal de Sarandí    | Malaver y Posadas        | 29 de septiembre |
| Comunicaciones           | 5 - 2 | Juventud de Bernal    | Comunicaciones           | 29 de septiembre |
| Piraña                   | 1 - 3 | Ferrocarril Midland   | Riestra y Lacarra        | 29 de septiembre |
| Arsenal de Llavallol     | 8 - 1 | Defensores de Almagro | Arsenal de Llavallol     | 29 de septiembre |
| Sportivo Palermo         | 3 - 0 | Macabi                | Pacheco y Mariano Acosta | 17 de noviembre  |

| Defensores de Almagro | 2 - 2 | Sportivo Palermo         | General Lamadrid     | 6 de octubre |
| Ferrocarril Midland   | 0 - 1 | Arsenal de Llavallol     | Ciudad de Libertad   | 6 de octubre |
| Juventud de Bernal    | 1 - 5 | Piraña                   | Argentino de Quilmes | 6 de octubre |
| Arsenal de Sarandí    | 9 - 1 | Comunicaciones           | Ateneo Sarandí       | 6 de octubre |
| Estudiantes (BA)      | 6 - 1 | Defensores de Corrientes | Tres de Febrero      | 6 de octubre |
| Fénix                 | 9 - 2 | General Lamadrid         | Concepción Arenal    | 6 de octubre |

| Defensores de Corrientes | 1 - 5 | Fénix                 | Malaver y Posadas    | 13 de octubre |
| Comunicaciones           | 1 - 1 | Estudiantes (BA)      | Comunicaciones       | 13 de octubre |
| Piraña                   | 1 - 6 | Arsenal de Sarandí    | La Estancia          | 13 de octubre |
| Arsenal de Llavallol     | 5 - 0 | Juventud de Bernal    | Arsenal de Llavallol | 13 de octubre |
| Sportivo Palermo         | 1 - 1 | Ferrocarril Midland   | Central Argentino    | 13 de octubre |
| Macabi                   | 0 - 4 | Defensores de Almagro | Concepción Arenal    | 13 de octubre |

| Ferrocarril Midland | 4 - 0 | Macabi                   | Ciudad de Libertad   | 20 de octubre |
| Juventud de Bernal  | 2 - 1 | Sportivo Palermo         | Argentino de Quilmes | 20 de octubre |
| Arsenal de Sarandí  | 3 - 1 | Arsenal de Llavallol     | Ateneo Sarandí       | 20 de octubre |
| Estudiantes (BA)    | 4 - 0 | Piraña                   | Tres de Febrero      | 20 de octubre |
| Fénix               | 3 - 3 | Comunicaciones           | Concepción Arenal    | 20 de octubre |
| General Lamadrid    | 3 - 3 | Defensores de Corrientes | General Lamadrid     | 20 de octubre |

| Comunicaciones        | 0 - 5 | General Lamadrid    | Comunicaciones       | 27 de octubre |
| Piraña                | 3 - 6 | Fénix               | La Estancia          | 27 de octubre |
| Arsenal de Llavallol  | 1 - 2 | Estudiantes (BA)    | Arsenal de Llavallol | 27 de octubre |
| Sportivo Palermo      | 2 - 6 | Arsenal de Sarandí  | Central Argentino    | 27 de octubre |
| Macabi                | 4 - 1 | Juventud de Bernal  | Concepción Arenal    | 27 de octubre |
| Defensores de Almagro | 1 - 3 | Ferrocarril Midland | General Lamadrid     | 27 de octubre |

| Juventud de Bernal       | 2 - 0  | Defensores de Almagro | Central Argentino | 3 de noviembre |
| Arsenal de Sarandí       | 1 - 1  | Macabi                | Ateneo Sarandí    | 3 de noviembre |
| Estudiantes (BA)         | 10 - 2 | Sportivo Palermo      | Tres de Febrero   | 3 de noviembre |
| Fénix                    | 6 - 7  | Arsenal de Llavallol  | Concepción Arenal | 3 de noviembre |
| General Lamadrid         | 3 - 1  | Piraña                | General Lamadrid  | 3 de noviembre |
| Defensores de Corrientes | 1 - 7  | Comunicaciones        | Central Argentino | 3 de noviembre |

| Piraña                | 2 - 0  | Defensores de Corrientes | Riestra y Lacarra    | 10 de noviembre |
| Arsenal de Llavallol  | 6 - 1  | General Lamadrid         | Arsenal de Llavallol | 10 de noviembre |
| Sportivo Palermo      | 2 - 3  | Fénix                    | Central Argentino    | 10 de noviembre |
| Macabi                | 1 - 1  | Estudiantes (BA)         | Concepción Arenal    | 10 de noviembre |
| Defensores de Almagro | 3 - 6  | Arsenal de Sarandí       | General Lamadrid     | 10 de noviembre |
| Ferrocarril Midland   | 10 - 0 | Juventud de Bernal       | Ciudad de Libertad   | 10 de noviembre |

### Zona B
| La Paternal    | 1 - 3 | Ituzaingó         | Kelsey y Bonifacini   | 28 de abril |
| Centro Español | 1 - 1 | Muñiz             | Güemes y Rivadavia    | 28 de abril |
| Acassuso       | 1 - 1 | Porteño AC        | Guido y Spano         | 28 de abril |
| Luján          | 4 - 0 | Central Argentino | Municipal de Luján    | 28 de abril |
| Juventud Unida | 4 - 1 | 9 de Julio        | Sarmiento y Azcuénaga | 28 de abril |
| Pilar          | 0 - 6 | J.J. Urquiza      | San Juan y Córdoba    | 28 de abril |

| Pilar             | 4 - 4 | La Paternal    | San Juan y Córdoba    | 5 de mayo |
| J.J. Urquiza      | 1 - 3 | Juventud Unida | Kelsey y Bonifacini   | 5 de mayo |
| 9 de Julio        | 2 - 3 | Luján          | Ciudad de Libertad    | 5 de mayo |
| Central Argentino | 2 - 2 | Acassuso       | Central Argentino     | 5 de mayo |
| Porteño AC        | 2 - 1 | Centro Español | Whelan y Sarmiento    | 5 de mayo |
| Muñiz             | 3 - 6 | Ituzaingó      | Sarmiento y Azcuénaga | 5 de mayo |

| La Paternal    | 2 - 2 | Muñiz             | Kelsey y Bonifacini      | 12 de mayo |
| Ituzaingó      | 3 - 1 | Porteño AC        | Pacheco y Mariano Acosta | 12 de mayo |
| Centro Español | 3 - 0 | Central Argentino | Güemes y Rivadavia       | 12 de mayo |
| Acassuso       | 2 - 3 | 9 de Julio        | Guido y Spano            | 12 de mayo |
| Luján          | 1 - 3 | J.J. Urquiza      | Municipal de Luján       | 12 de mayo |
| Juventud Unida | 5 - 3 | Pilar             | Sarmiento y Azcuénaga    | 12 de mayo |

| Juventud Unida    | 3 - 2 | La Paternal    | Sarmiento y Azcuénaga | 19 de mayo |
| Pilar             | 1 - 3 | Luján          | San Juan y Córdoba    | 19 de mayo |
| J.J. Urquiza      | 2 - 0 | Acassuso       | Kelsey y Bonifacini   | 19 de mayo |
| 9 de Julio        | 2 - 1 | Centro Español | Ciudad de Libertad    | 19 de mayo |
| Central Argentino | 1 - 3 | Ituzaingó      | Central Argentino     | 19 de mayo |
| Porteño AC        | 1 - 4 | Muñiz          | Whelan y Sarmiento    | 19 de mayo |

| La Paternal    | 3 - 1 | Porteño AC        | Kelsey y Bonifacini      | 26 de mayo |
| Muñiz          | 1 - 2 | Central Argentino | Sarmiento y Azcuénaga    | 26 de mayo |
| Ituzaingó      | 6 - 0 | 9 de Julio        | Pacheco y Mariano Acosta | 26 de mayo |
| Centro Español | 0 - 1 | J.J. Urquiza      | Güemes y Rivadavia       | 26 de mayo |
| Acassuso       | 5 - 1 | Pilar             | Guido y Spano            | 26 de mayo |
| Luján          | 3 - 3 | Juventud Unida    | Municipal de Luján       | 26 de mayo |

| Luján             | 4 - 0 | La Paternal    | Municipal de Luján    | 2 de junio |
| Juventud Unida    | 3 - 2 | Acassuso       | Sarmiento y Azcuénaga | 2 de junio |
| Pilar             | 2 - 1 | Centro Español | San Juan y Córdoba    | 2 de junio |
| J.J. Urquiza      | 0 - 3 | Ituzaingó      | Kelsey y Bonifacini   | 2 de junio |
| 9 de Julio        | 3 - 4 | Muñiz          | Ciudad de Libertad    | 2 de junio |
| Central Argentino | 3 - 2 | Porteño AC     | Central Argentino     | 2 de junio |

| La Paternal    | 3 - 6 | Central Argentino | Kelsey y Bonifacini      | 9 de junio |
| Porteño AC     | 2 - 1 | 9 de Julio        | Whelan y Sarmiento       | 9 de junio |
| Muñiz          | 2 - 1 | J.J. Urquiza      | Sarmiento y Azcuénaga    | 9 de junio |
| Ituzaingó      | 3 - 1 | Pilar             | Pacheco y Mariano Acosta | 9 de junio |
| Centro Español | 1 - 1 | Juventud Unida    | Güemes y Rivadavia       | 9 de junio |
| Acassuso       | 2 - 4 | Luján             | Guido y Spano            | 9 de junio |

| Acassuso       | 5 - 0 | La Paternal       | Pampa y Miñones       | 16 de junio |
| Luján          | 3 - 0 | Centro Español    | Municipal de Luján    | 16 de junio |
| Juventud Unida | 5 - 5 | Ituzaingó         | Sarmiento y Azcuénaga | 16 de junio |
| Pilar          | 2 - 6 | Muñiz             | San Juan y Córdoba    | 16 de junio |
| J.J. Urquiza   | 1 - 1 | Porteño AC        | Kelsey y Bonifacini   | 16 de junio |
| 9 de Julio     | 2 - 3 | Central Argentino | Ciudad de Libertad    | 16 de junio |

| La Paternal       | 4 - 1 | 9 de Julio     | Kelsey y Bonifacini      | 23 de junio |
| Central Argentino | 2 - 4 | J.J. Urquiza   | Central Argentino        | 23 de junio |
| Porteño AC        | 4 - 0 | Pilar          | Whelan y Sarmiento       | 23 de junio |
| Muñiz             | 2 - 4 | Juventud Unida | Sarmiento y Azcuénaga    | 23 de junio |
| Ituzaingó         | 1 - 3 | Luján          | Pacheco y Mariano Acosta | 23 de junio |
| Centro Español    | 0 - 3 | Acassuso       | Güemes y Rivadavia       | 23 de junio |

| Centro Español | 3 - 2 | La Paternal       | Güemes y Rivadavia    | 30 de junio |
| Acassuso       | 1 - 0 | Ituzaingó         | Pampa y Miñones       | 30 de junio |
| Luján          | 1 - 2 | Muñiz             | Municipal de Luján    | 30 de junio |
| Juventud Unida | 5 - 1 | Porteño AC        | Sarmiento y Azcuénaga | 30 de junio |
| Pilar          | 0 - 2 | Central Argentino | San Juan y Córdoba    | 30 de junio |
| J.J. Urquiza   | 3 - 0 | 9 de Julio        | Kelsey y Bonifacini   | 30 de junio |

| La Paternal       | 1 - 8 | J.J. Urquiza   | Defensores de Belgrano   | 7 de julio |
| Central Argentino | 1 - 1 | Juventud Unida | Central Argentino        | 7 de julio |
| Porteño AC        | 0 - 2 | Luján          | Whelan y Sarmiento       | 7 de julio |
| Muñiz             | 3 - 2 | Acassuso       | Kelsey y Bonifacini      | 7 de julio |
| Ituzaingó         | 2 - 1 | Centro Español | Pacheco y Mariano Acosta | 7 de julio |
| 9 de Julio        | 2 - 3 | Pilar          | Ciudad de Libertad       | 8 de julio |

| Ituzaingó         | 4 - 1 | La Paternal    | Pacheco y Mariano Acosta | 28 de julio |
| Muñiz             | 7 - 1 | Centro Español | Francisco Urbano         | 28 de julio |
| Porteño AC        | 1 - 0 | Acassuso       | Whelan y Sarmiento       | 28 de julio |
| Central Argentino | 0 - 3 | Luján          | Central Argentino        | 28 de julio |
| 9 de Julio        | 1 - 2 | Juventud Unida | Ciudad de Libertad       | 28 de julio |
| J.J. Urquiza      | 3 - 1 | Pilar          | Kelsey y Bonifacini      | 28 de julio |

| La Paternal    | 5 - 2 | Pilar             | Kelsey y Bonifacini      | 4 de agosto |
| Juventud Unida | 2 - 0 | J.J. Urquiza      | San Juan y Córdoba       | 4 de agosto |
| Luján          | 6 - 0 | 9 de Julio        | Municipal de Luján       | 4 de agosto |
| Acassuso       | 2 - 2 | Central Argentino | Guido y Spano            | 4 de agosto |
| Centro Español | 2 - 5 | Porteño AC        | Güemes y Rivadavia       | 4 de agosto |
| Ituzaingó      | 1 - 1 | Muñiz             | Pacheco y Mariano Acosta | 4 de agosto |

| Muñiz             | 4 - 0 | La Paternal    | Sarmiento y Azcuénaga | 18 de agosto |
| Porteño AC        | 0 - 5 | Ituzaingó      | Whelan y Sarmiento    | 18 de agosto |
| Central Argentino | 3 - 0 | Centro Español | Central Argentino     | 18 de agosto |
| 9 de Julio        | 1 - 3 | Acassuso       | Ciudad de Libertad    | 18 de agosto |
| J.J. Urquiza      | 5 - 3 | Luján          | Kelsey y Bonifacini   | 18 de agosto |
| Pilar             | 0 - 3 | Juventud Unida | San Juan y Córdoba    | 18 de agosto |

| La Paternal    | 1 - 1 | Juventud Unida    | Kelsey y Bonifacini      | 25 de agosto |
| Luján          | 8 - 0 | Pilar             | Municipal de Luján       | 25 de agosto |
| Acassuso       | 0 - 1 | J.J. Urquiza      | Guido y Spano            | 25 de agosto |
| Centro Español | 1 - 1 | 9 de Julio        | Güemes y Rivadavia       | 25 de agosto |
| Ituzaingó      | 5 - 0 | Central Argentino | Pacheco y Mariano Acosta | 25 de agosto |
| Muñiz          | 4 - 1 | Porteño AC        | Sarmiento y Azcuénaga    | 25 de agosto |

| Porteño AC        | 4 - 1 | La Paternal    | Whelan y Sarmiento    | 1 de septiembre |
| Central Argentino | 0 - 2 | Muñiz          | Central Argentino     | 1 de septiembre |
| 9 de Julio        | 1 - 3 | Ituzaingó      | Ciudad de Libertad    | 1 de septiembre |
| J.J. Urquiza      | 6 - 2 | Centro Español | Kelsey y Bonifacini   | 1 de septiembre |
| Pilar             | 0 - 4 | Acassuso       | San Juan y Córdoba    | 1 de septiembre |
| Juventud Unida    | 1 - 6 | Luján          | Sarmiento y Azcuénaga | 1 de septiembre |

| La Paternal    | 3 - 2 | Luján             | Kelsey y Bonifacini      | 8 de septiembre |
| Acassuso       | 4 - 0 | Juventud Unida    | Guido y Spano            | 8 de septiembre |
| Centro Español | 5 - 0 | Pilar             | Güemes y Rivadavia       | 8 de septiembre |
| Ituzaingó      | 1 - 2 | J.J. Urquiza      | Pacheco y Mariano Acosta | 8 de septiembre |
| Muñiz          | 7 - 3 | 9 de Julio        | Sarmiento y Azcuénaga    | 8 de septiembre |
| Porteño AC     | 3 - 2 | Central Argentino | Whelan y Sarmiento       | 8 de septiembre |

| Luján             | 4 - 2 | Acassuso       | Municipal de Luján    | 15 de septiembre |
| Central Argentino | 1 - 0 | La Paternal    | Central Argentino     | 29 de septiembre |
| 9 de Julio        | 3 - 3 | Porteño AC     | Ciudad de Libertad    | 29 de septiembre |
| J.J. Urquiza      | 2 - 2 | Muñiz          | Kelsey y Bonifacini   | 29 de septiembre |
| Pilar             | 0 - 6 | Ituzaingó      | San Juan y Córdoba    | 29 de septiembre |
| Juventud Unida    | 4 - 1 | Centro Español | Sarmiento y Azcuénaga | 29 de septiembre |

| La Paternal       | 0 - 0 | Acassuso       | Kelsey y Bonifacini      | 6 de octubre |
| Centro Español    | 1 - 2 | Luján          | Güemes y Rivadavia       | 6 de octubre |
| Ituzaingó         | 5 - 3 | Juventud Unida | Pacheco y Mariano Acosta | 6 de octubre |
| Muñiz             | 7 - 0 | Pilar          | Sarmiento y Azcuénaga    | 6 de octubre |
| Porteño AC        | 2 - 3 | J.J. Urquiza   | Whelan y Sarmiento       | 6 de octubre |
| Central Argentino | 4 - 4 | 9 de Julio     | Central Argentino        | 6 de octubre |

| Acassuso       | 2 - 4   | Centro Español    | Guido y Spano         | 12 de octubre |
| 9 de Julio     | 3 - 2   | La Paternal       | Ciudad de Libertad    | 13 de octubre |
| J.J. Urquiza   | 1 - 0   | Central Argentino | Kelsey y Bonifacini   | 13 de octubre |
| Juventud Unida | 2 - 1   | Muñiz             | Sarmiento y Azcuénaga | 13 de octubre |
| Luján          | 2 - 2   | Ituzaingó         | Municipal de Luján    | 13 de octubre |
| Pilar          | PP - GP | Porteño AC        | San Juan y Córdoba    | 13 de octubre |

| La Paternal       | 0 - 2 | Centro Español | Kelsey y Bonifacini      | 20 de octubre |
| Ituzaingó         | 4 - 1 | Acassuso       | Pacheco y Mariano Acosta | 20 de octubre |
| Muñiz             | 2 - 4 | Luján          | Sarmiento y Azcuénaga    | 20 de octubre |
| Porteño AC        | 5 - 3 | Juventud Unida | Whelan y Sarmiento       | 20 de octubre |
| Central Argentino | 5 - 1 | Pilar          | Central Argentino        | 20 de octubre |
| 9 de Julio        | 2 - 5 | J.J. Urquiza   | Francisco Urbano         | 20 de octubre |

| J.J. Urquiza   | 9 - 1 | La Paternal       | Kelsey y Bonifacini   | 27 de octubre |
| Pilar          | 4 - 5 | 9 de Julio        | San Juan y Córdoba    | 27 de octubre |
| Juventud Unida | 5 - 2 | Central Argentino | Sarmiento y Azcuénaga | 27 de octubre |
| Luján          | 3 - 1 | Porteño AC        | Municipal de Luján    | 27 de octubre |
| Acassuso       | 3 - 4 | Muñiz             | Central Argentino     | 27 de octubre |
| Centro Español | 1 - 4 | Ituzaingó         | Güemes y Rivadavia    | 27 de octubre |

## Hexagonal Final

### Tabla de posiciones
| Pos. | Equipo              | Pts. | PJ | PG | PE | PP | GF | GC | Dif. |
| ---- | ------------------- | ---- | -- | -- | -- | -- | -- | -- | ---- |
| 1.º  | Arsenal de Sarandí  | 9    | 5  | 4  | 1  | 0  | 11 | 6  | 5    |
| 2.º  | Estudiantes (BA)    | 6    | 5  | 3  | 0  | 2  | 11 | 9  | 2    |
| 3.º  | Ferrocarril Midland | 4    | 5  | 2  | 0  | 3  | 10 | 9  | 1    |
| 4.º  | Luján               | 4    | 5  | 2  | 0  | 3  | 10 | 11 | −1   |
| 5.º  | Ituzaingó           | 4    | 5  | 2  | 0  | 3  | 6  | 10 | −4   |
| 6.º  | J.J. Urquiza        | 3    | 5  | 1  | 1  | 3  | 5  | 8  | −3   |

|  | Se consagró campeón y ascendió a la Primera C |

### Resultados
| Luján              | 1 - 2 | Ferrocarril Midland | Francisco Urbano   | 17 de noviembre |
| Estudiantes (BA)   | 1 - 3 | Ituzaingó           | Ferro Carril Oeste | 17 de noviembre |
| Arsenal de Sarandí | 1 - 1 | J.J. Urquiza        | El Gasómetro       | 17 de noviembre |

| Luján               | 2 - 1 | J.J. Urquiza       | Ferro Carril Oeste | 24 de noviembre |
| Ferrocarril Midland | 1 - 2 | Estudiantes (BA)   | Barragán y Gaona   | 24 de noviembre |
| Ituzaingó           | 1 - 3 | Arsenal de Sarandí | El Palacio         | 24 de noviembre |

| J.J. Urquiza       | 0 - 1 | Ituzaingó           | Defensores de Belgrano | 1 de diciembre |
| Arsenal de Sarandí | 3 - 2 | Ferrocarril Midland | El Gasómetro           | 1 de diciembre |
| Estudiantes (BA)   | 5 - 3 | Luján               | Barragán y Gaona       | 1 de diciembre |

| Luján               | 1 - 2 | Arsenal de Sarandí | La Bombonera     | 8 de diciembre  |
| Ferrocarril Midland | 3 - 0 | Ituzaingó          | Médanos y Boyacá | 8 de diciembre  |
| Estudiantes (BA)    | 2 - 0 | J.J. Urquiza       | Médanos y Boyacá | 15 de diciembre |

| J.J. Urquiza       | 3 - 2 | Ferrocarril Midland | Gaona y General Paz | 22 de diciembre |
| Ituzaingó          | 1 - 3 | Luján               | Kelsey y Bonifacini | 22 de diciembre |
| Arsenal de Sarandí | 2 - 1 | Estudiantes (BA)    | Monumental          | 22 de diciembre |